# 小牧信号場
小牧信号場（こまきしんごうじょう）は、かつて福岡県鞍手郡鞍手町小牧にあった、日本国有鉄道（国鉄）筑豊本線の信号場である。
筑前中山駅に向かう貨物支線を分岐させるために設置された信号場である。貨物支線の廃線に伴い、1966年（昭和41年）5月1日に廃止となった。

## 歴史
- 1904年（明治37年）5月8日：九州鉄道により小牧信号所（こまきしんごうしょ）として別の場所に開業[3]。
- 1907年（明治40年）7月1日：国有化[3]。
- 1919年（大正8年）3月25日：小牧信号所廃止[3]。 移転し小牧聯絡所（こまきれんらくじょ）として再開業[1][2]。
- 1922年（昭和17年）4月1日：小牧信号場に改称[1][2]。
- 1966年（昭和41年）5月1日：廃止[2][3]。

## 隣の駅
日本国有鉄道
筑豊本線（本線）
筑前垣生駅 - 小牧信号場 - 筑前植木駅
筑豊本線（貨物支線）
筑前垣生駅 - 小牧信号場 - 筑前中山駅